# Claudio Corte
Claudio Corte (um 1514–16??) war ein italienischer Reitmeister der Renaissance und zählt zu den Begründern der akademischen Reitkunst.

## Biographie
Die wichtigsten Informationen über das Leben von Claudio Corte stammen aus seinen eigenen Schriften.
Claudio Corte wurde um 1514 in Pavia geboren. Sein Vater, Giovanmaria della Girola, stammte aus einer Familie des niederen Adels, die ursprünglich aus Padua stammte. Er diente Ludovico il Moro und Bartolomeo d'Aviano und war nacheinander Knappe von Isabella von Aragón und Prospero Colonna, mit dem er 1522 an der Schlacht von Bicocca teilnahm. Giovanmaria war ein Schüler und Neffe des Stallmeisters Evangelista Corte, dem Claudio Corte die Erfindung einer Art Martingal namens Camarra und einer besonderen Art, den Schweif von Pferden zu flechten, zuschreibt.
Mütterlicherseits stammte Corte aus Mantua. Aus diesem Grund, wie er selbst bekennt, brachte er den Pferden aus der Zucht der Herzöge von Mantua große Wertschätzung entgegen. Zunächst arbeitete er im Dienst von Isabella von Aragón. Nach ihrem Tod im Jahr 1524 wurde er Page von Vespasiano Colonna, Herzog von Trasetto und Graf von Fondi. Später, 1556–1557, während des Krieges zwischen Philipp II. von Spanien und Papst Paul IV., war er Knappe von Bonifacio Caetani, bevor er in den Dienst von Kardinal Alessandro Farnese trat, dem er die erste Ausgabe von Il cavallerizo widmete. Der genaue Zeitraum, in dem er in dessen Diensten stand, ist nicht genau bekannt. Aufgrund dessen, was er im Vorwort zu seinem Werk schreibt, scheint es, dass es für eine kurze Zeit war, kurz vor dem Aufenthalt des Kardinals in Frankreich von November 1552 bis Juni 1554. Er sagt selbst, dass er die Reise über die Alpen nicht unternommen hat.
Danach wurde Claudio Corte, vielleicht aufgrund der internationalen Bekanntheit, die er durch sein Werk erlangte, von Robert Dudley, dem Earl of Lancaster, nach England eingeladen. Robert war einer der Günstlinge der Königin Elisabeth I. und ihr Oberstallmeister. Cortes Werk war von Thomas Bedingfield ins Englische übersetzt und 1584 in London von H. Denham unter dem Titel The art of Riding veröffentlicht worden. Er wurde Knappe der Königin und des Grafen von Lancaster. Mehrere Jahre später verließ er England. Wahrscheinlich ging er direkt nach Frankreich, wo 1573 bei Marsili in Lyon eine neue Ausgabe seines Buches erschien, die Karl IX. gewidmet war. In dieser Widmung gab er an, dass er dem Vater des Königs, Heinrich II., gedient hatte, als dieser am Rhein kämpfte, wahrscheinlich auf der „Deutschlandreise“ von 1552, und dass er ab 1563 oder 1564 sieben Jahre lang in Paris blieb.
Wie er in seinen Schriften festhält, war er zumindest bis 1562 nicht der Stallmeister eines Königs oder Kaisers und ritt nie wirklich berühmte Pferde. Er nahm nie an Turnieren oder ritterlichen Kämpfen teil. Seinen Kritikern entgegnete er, dass er stets bedeutenden Adligen wie Kardinal Farnese gedient habe und dass ein guter Theoretiker nicht in die Praxis wechseln müsse.
Er hatte vor, ein weiteres Werk über Pferdekrankheiten, ihre Ursprünge und ihre Behandlung zu schreiben. Entweder hat er es nicht geschrieben oder es ist nicht überliefert.

## Il cavallerizzo
Sein Werk, dessen vollständiger Titel Il cavallerizzo di Claudio Corte di Pavia lautet, erschien 1562 in Venedig bei Giordano Ziletti. Eine zweite Auflage erschien 1573 beim selben Verleger, zeitgleich mit einer französischen Übersetzung.
Es ist in drei Bücher unterteilt. Das erste Buch behandelt die Natur des Pferdes, die Farben, die Fortpflanzung, die Auswahl, die Pflege und die Zucht; das zweite Buch behandelt Jungpferde, Gebisse, die verschiedenen Reitweisen und den Reitunterricht. Das dritte Buch besteht aus einer Reihe von drei Dialogen zwischen dem Autor und seinem Schüler Prospero über die Persönlichkeit des Reiters. Diese Vermittlungsweise ist in italienischen hippologischen Abhandlungen des späten 16. und frühen 17. Jahrhunderts relativ häufig anzutreffen. Er erklärt, dass er in diesem Werk weder den Hufbeschlag, noch die Pferdeheilkunde behandele, da diese in den Zuständigkeitsbereich des Veterinärs und des Schmieds fielen. Seine Absicht sei es, über alles zu schreiben, was mit Pferden und dem guten Reiter zu tun habe.
Im Gegensatz zu seinen Zeitgenossen und Fachkollegen Federico Grisone und Cesare Fiaschi stammt Corte nicht aus einer Familie des Hochadels. Mehr als ein Reiter ist er ein Intellektueller mit einer bemerkenswerten literarischen Bildung, die in seinen Zitaten und der anspruchsvollen Sprache, die er in seiner Abhandlung verwendet, durchscheint. Im Gegensatz zu den Schriften seiner Vorgänger ist sein Buch nicht nur ein Werk von fachlicher Relevanz, sondern eine literarische Schrift, die von einer umfassenden Bildung und guten Kenntnissen des Griechischen und Lateinischen zeugt.

### Kontroversen
Claudio Corte war sich der Konsequenzen bewusst, die das Aufkommen gedruckter Publikationen über das Reiten mit sich brachte, wodurch die Abhandlungen von Grisone und Fiaschi eine größere Verbreitung fanden als je zuvor ein anderes Manuskript. Er erwähnt seine Vorgänger ausdrücklich, darunter auch Giovan Battista Ferraro, dessen Werk zwei Jahre vor Il cavallerizzo erschien. Er dankt ihnen zwar für ihre Vorreiterrolle bei der Abfassung neuartiger Reitabhandlungen, hebt aber auch deutlich die Originalität seiner eigenen Arbeit hervor und treibt seine Überlegungen bis zur Kontroverse. im Fokus seiner Angriffe steht Federico Grisone, mit dem er in vielen Punkten nicht übereinstimmt. Er kritisiert insbesondere seine brutalen Methoden. So beschrieb Grisone er beispielsweise, wie er ein widerwilliges Pferd zum Vorwärtsgehen bringen wollte, indem es von einem Mann zu Fuß mit einer Peitsche korrigiert werden sollte, der aufhörte zu handeln, sobald das Tier sich bewegte.
Er ist nachsichtiger mit Fiaschi, auch wenn er dessen Interesse am Hufbeschlag nicht teilt, ein Thema, das er für zu gewöhnlich hält, um von einem Pferdemenschen behandelt zu werden. Er befürchtet, dass die Verwendung von Musiknotation zur Angabe des Rhythmus der Übungen für die meisten Reiter unverständlich sein könnte. Er weist darauf hin, dass die klassischen und mittelalterlichen Autoren – mit einer teilweisen Ausnahme für Xenophon – nur spezifische Aspekte des Pferdes behandelten und sich in ihren Werken hauptsächlich auf die Pflege und die Rasse der Pferde konzentrierten. Er ist der Ansicht, dass er sich völlig von dieser Tradition unterscheidet und umfassendere und fundiertere Werke veröffentlicht hat, die alle Aspekte der Reitkultur abdecken, die ein Reiter benötigt.

### 1. Buch: Vorzüge, Charaktereigenschaften, Fellfarben
Claudio Corte schreibt dem Pferd eine „Doppelnatur“ zu, in der sowohl die Eigenschaften eines Haustieres als auch die eines Wildtieres nebeneinander existieren. Um das Beste aus dieser Komplexität herauszuholen, müsse der Pferdetrainer Vernunft und Geduld einsetzen. Reiten sei vor allem gut für den Körper, sorge für eine fröhliche Stimmung und vertreibe die Melancholie. Pferde seien auch für Staaten von großem Nutzen, da sie eine hervorragende Kriegswaffe für Armeen darstellen, die die Kavallerie zur edelsten aller Truppen macht. Das Pferd erhebt den Menschen in der Schlacht, gleicht seine körperlichen Schwächen aus und erhebt ihn in Turnieren und Wettkämpfen. Deshalb ist es die unverzichtbare Ergänzung für jeden Gentleman, der von seinen Mitmenschen danach beurteilt wird, wie er sein Pferd reitet und mit ihm umgeht.
Laut Corte sind Aufführungen mit Pferden die schönsten, denn selbst der rohste und vulgärste Mensch habe Freude daran, diesen Tieren bei der Ausführung von Schulübungen zuzusehen. Fügsamkeit, Gehorsam, Intelligenz, Liebe und ein gutes Gedächtnis seien die Eigenschaften, die das Pferd dem Menschen näher bringen. Seiner Meinung nach entstand aus dieser Ähnlichkeit der Mythos des Kentauren, dessen Oberkörper wie ein Mensch aussieht, was darauf schließen lässt, dass die menschliche Intelligenz die unkontrollierbare Physis des Tieres beherrscht.
Er behauptet, das Pferd habe ein warmes Temperament und sei „sehr geeignet für den Koitus und sehr anfällig für die Liebe“, und dass es wie der Mensch träume, wenn es schlafe, eine Behauptung, die durch moderne ethologische Studien bestätigt wurde. Seine leidenschaftliche Beschreibung erreicht eine unerwartete poetische Ebene, wenn er in Anlehnung an eine Passage aus Xenophon sagt, dass Stuten im Frühling wie bezaubernde Frauen mit der Schönheit ihrer Mähne und ihres Schweifs prahlen und sich aus diesem Grund weigern, sich mit Eseln zu paaren, was den Pferdemenschen auferlegt, sich Tricks auszudenken, wenn sie Maultiere züchten wollen.
Claudio Corte beschreibt ausführlich die Pseudotheorie, dass die Farbe des Kleides den Charakter eines Menschen verrät. Dieser Glaube stützt sich auf die Humoralpathologie, wie sie von Hippokrates und Galen entwickelt wurde. Er teilte den Glauben an diese Lehre mit den meisten seiner Kollegen in der Renaissance und mit den Autoren der beiden folgenden Jahrhunderte, aber nur er widmet sich ihr so ausführlich. Diese Theorie war die erste, die zur Erklärung der Ursache von Krankheiten vorgebracht wurde, und löste damit den religiösen Glauben und die Magie ab. Laut Corte steuert die natürliche Wärme die Assimilation von Stimmungen im Körper des Tieres. Bei diesem Prozess entstehen „rußige Dämpfe“, die durch die Kraft eben dieser Wärme nach oben gedrückt werden und Druck ausüben, um aus dem Körper auszutreten. Der Austritt erfolgt durch die Poren und durch die Haut, wo es ihm am leichtesten fällt. Wenn diese Dämpfe mit Luft in Berührung kommen, verdicken sie sich und bilden Mähnen und Haare, die je nach der Intensität der Hitze, die sie ausgestoßen hat, dicker oder dünner sind. Sie nähmen dann eine andere Farbe an, je nach der Stimmung, aus der der Dampf kam, der sie erzeugte. Ebenso seien die Mähnen steif oder gelockt, je nachdem, ob der Weg, den die „Rußdämpfe“ genommen haben, trocken oder feucht, gerade oder gekrümmt war. Aus diesem Grund behauptet Corte, dass die Qualität des Fells einen guten Hinweis auf das Temperament der Pferde gibt, „auf ihre größere Wärme oder Kälte, auf ihre Trockenheit und ihre Feuchtigkeit. So stammt die Farbe und Qualität ihrer Mähne von den vier Stimmungen (Blut, Zorn, Melancholie und Passivität) und den entsprechenden Qualitäten (Hitze, Kälte, Trockenheit und Feuchtigkeit)“.
Jede dieser Stimmungen und Eigenschaften erzeugt eine andere Fellfarbe: Blut erzeugt beerenfarbene, Zorn fuchsfarbene, Melancholie schwarze und Passivität graue Fellfarben. Diese Eigenschaften sind fast nie unvermischt, sondern werden miteinander kombiniert. Corte schloss sich der allgemeinen Meinung der damaligen Zeit an, die eine Vorliebe für Braune, gescheckte Grautöne und Dunkelfüchse hatte. Auch stichelhaarige Pferde (Farbwechsler) wurden geschätzt, da sie die Eigenschaften der vier Hauptfarben in sich vereinten. Er hält wenig von Rappen, obwohl er zugibt, dass es einige gute Exemplare gibt. Schließlich steht er der Bedeutung der weißen Beine skeptisch gegenüber. Da es ihm nicht gelungen ist, eine überzeugende Erklärung zu finden, verweist er auf die Autorität der Alten, wonach ein Bein mit weißen Abzeichen langsamer und schwächer sei. In diesem Punkt äußerte er jedoch einige Vorbehalte und kam zu dem Schluss, dass seine Erfahrung ihm die Irrelevanz der Interpretationen von weißen Beinen und anderen Abzeichen bewiesen habe.

### 2. Buch: Erstmals verschriftlichte Lektionen, Training für verschiedene Ausbildungsziele
Claudio Cortes Werk enthält die Beschreibung verschiedener Übungen, die in keinem früheren Werk überliefert sind, die aber durchaus, zum Teil in abgewandelter Form, heute noch praktiziert werden. Diese Lektionen wurden nicht von Corte selbst erfunden, aber es war sein Verdienst, sie in seiner Abhandlung detailliert darzustellen. Ein wesentliches Ziel der Übungen war das Kriegspferd vorzubereiten. Der Umfang von Cortes Beschreibungen geht dabei deutlich über den Inhalt der vorangegangenen Werke von Grisone und Fiaschi hinaus. Er erwähnt auch Übungen, die als Galanterie oder Kunststück bezeichnet werden können, wie solche, bei denen sich das Pferd verbeugt, auf dem Boden liegende Gegenstände apportiert oder bei denen das Pferd nur seinem Reiter erlaubt, es zu reiten. Auch das Reiten ohne Zügel und Zaumzeug sowie die Arbeit ohne Reiter gehören dazu.

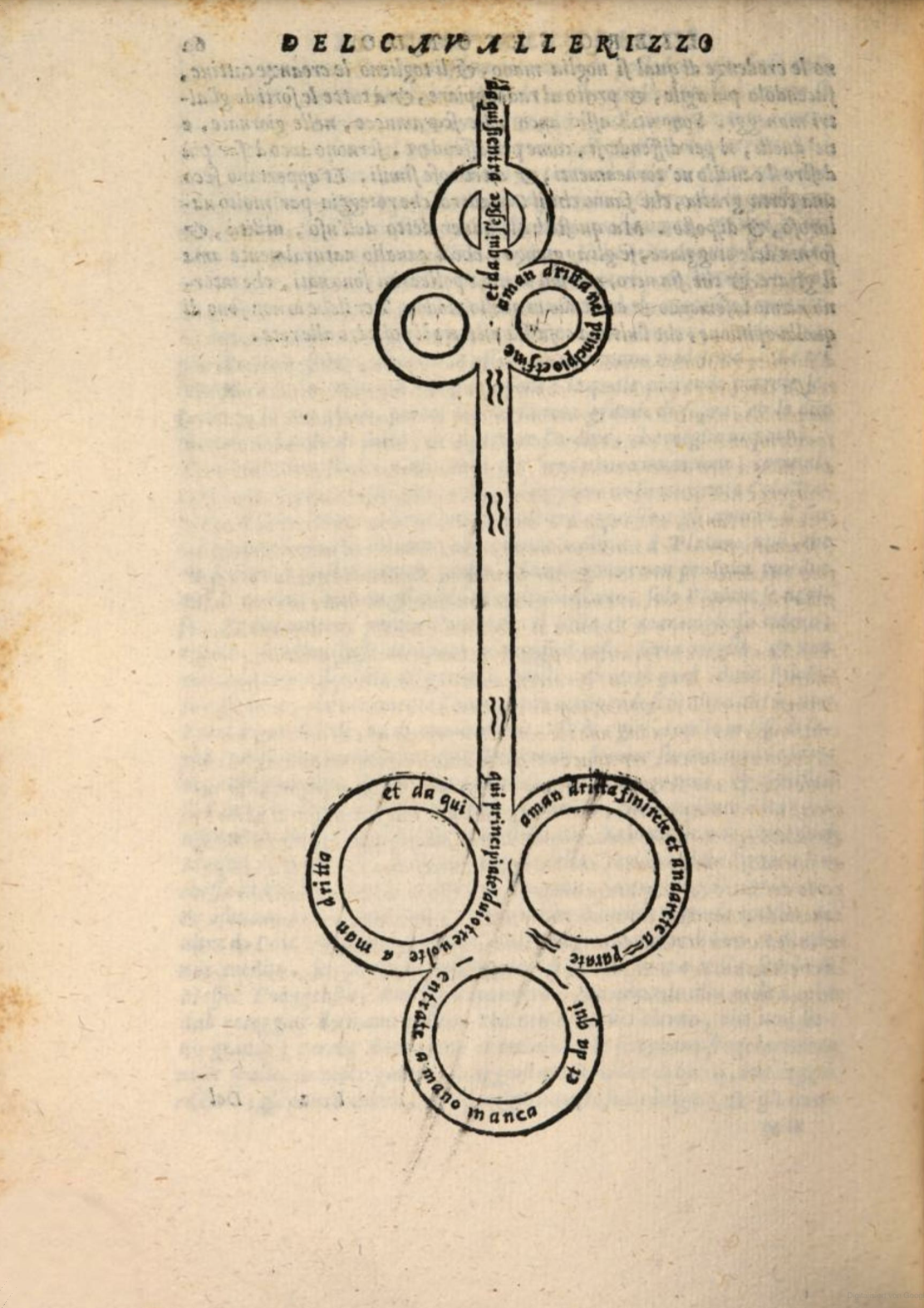
Rote

Ausgangspunkt jeder Arbeit ist die Arbeit mit Zirkeln, deren Verwendung laut Corte auf das antike Griechenland zurückgeht und von Platon und Xenophon erwähnt wurde. Er schlägt eine Aktualisierung der torni von Grisone vor, die er in Rote, Räder, umbenennt, und widerspricht dem neapolitanischen Autor, der ihre Erfindung seinem Lehrer Cola Pagano zuschreibt. Bei den Rote von Corte muss das Pferd eine gerade Linie gehen, an deren Ende es drei Kreise von 8 bis 12 Metern Länge zieht, dann auf die gleiche gerade Linie zurückkehrt und drei kleinere Kreise mit einem Durchmesser von etwa 2 bis 3 Metern zieht. Ziel ist es, das Pferd gewandter und geschickter zu machen, es an einen offenen Kontakt mit dem Zügel zu gewöhnen und Widerstände in beiden Händen zu überwinden.

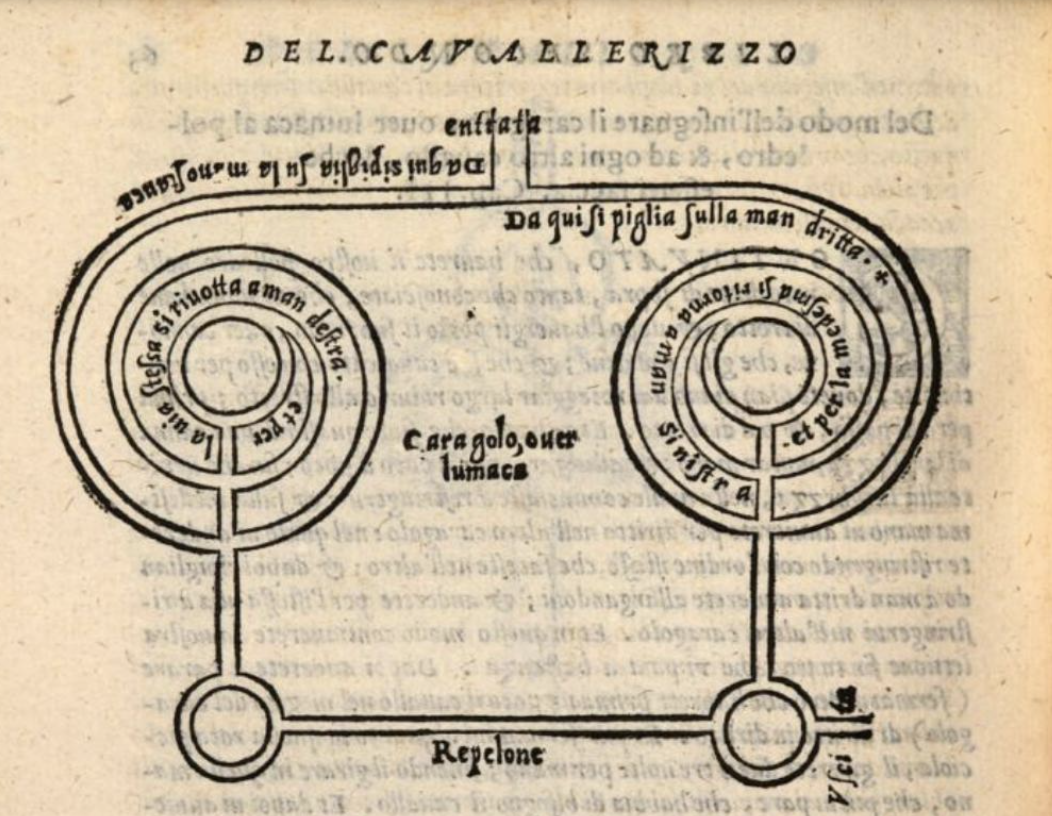
Caragolo

Sobald das Pferd in der Arbeit auf dem Zirkel gefestigt ist, schlägt er vor, mit einer neuen Übung zu beginnen, die Caragolo, die Spirale, genannt wird. Im Trab führt das Pferd eine Spirale, eine Repolone (eine Volte, gefolgt von einer geraden Linie, dann eine weitere Volte) und schließlich eine weitere Spirale aus. Corte hält diese Übung für die wichtigste aller Übungen. Seiner Meinung nach bewirkt sie denselben Nutzen wie die Arbeit auf dem Zirkel, macht das Pferd aber in kürzerer Zeit beweglicher. Wenn das Pferd in der Lage ist, sie im Galopp auszuführen, gewinnt es an ästhetischem Wert, beweist seinen Gehorsam und seine gute Einsatzbereitschaft, die es dank des Könnens seines Reiters erlangt hat.

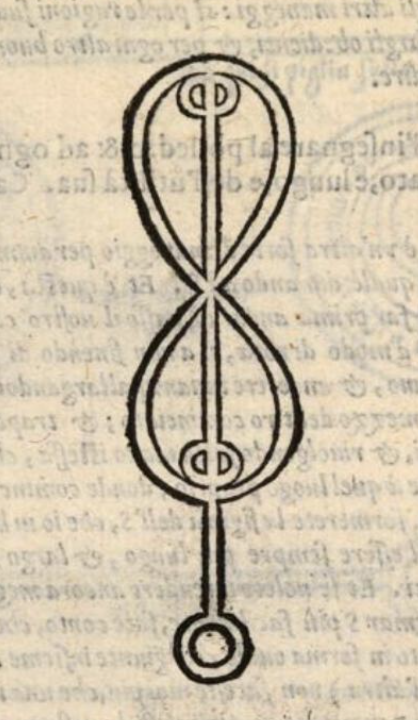
L'esse serrato

L’esse serrato, das enge S, ist eine weitere innovative Übung, die von Claudio Corte beschrieben wird. Sie besteht aus der Figur einer, bei der der Reiter mit einem Repolone nach oben geht und das Pferd auf der geraden Linie anhält. Er empfiehlt, sie anfangs über eine recht lange Strecke zu reiten und die Länge allmählich zu verringern, damit sich das Pferd daran gewöhnt und in den Kurven geschmeidiger wird. Er hält diese Übung für eine Voraussetzung, bevor er die Passage ausführt.

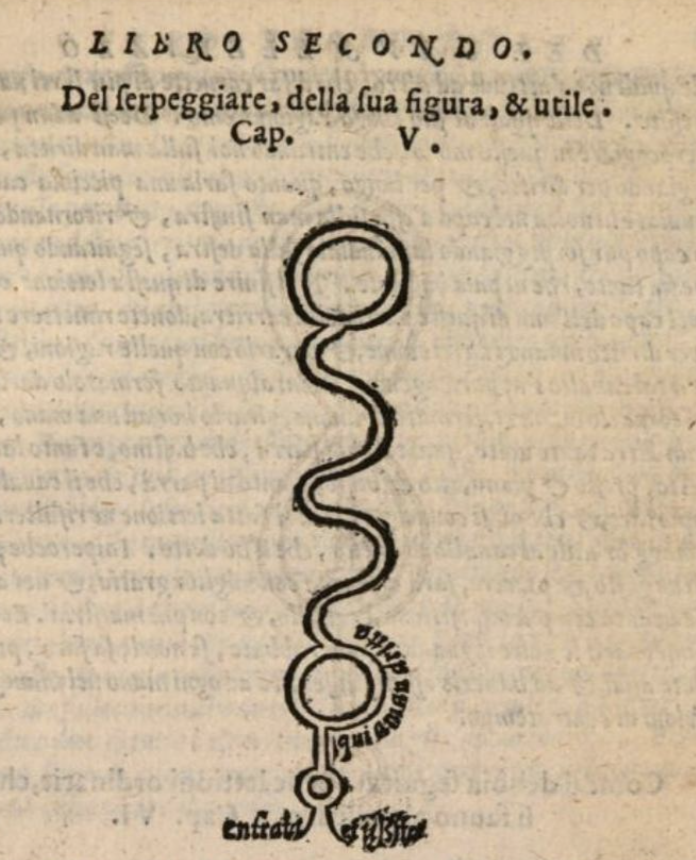
Serpeggiare

Die letzte von Corte vorgeschlagene Übung ist der Serpeggiare, die Schlangenlinie. Diese Übung verbessere das Gleichgewicht des Pferdes und seinen Gehorsam gegenüber der Hand und dem Schenkel. Sie sei nützlich, um in Schlachten und bei Scharmützeln dem Beschuss auszuweichen. Corte argumentiert, dass Pferde, insbesondere die großzügigsten und edelsten, die Übung gerne ausführen. Er fügt hinzu, dass sie leider in den Reitschulen, wo Verbeugungen und Pesaden weitgehend praktiziert werden, allgemein vernachlässigt wird.
Claudio Corte ist auch der erste Autor, der den Gebrauch der Handarbeit erwähnt, bei der der Reiter am Boden steht und das Pferd mit den Zügeln führt. Diese Arbeitsweise erlebte später eine bemerkenswerte Entwicklung, da sie es dem Pferd ermöglicht, die verschiedenen Dressurübungen zu erlernen, ohne dass es durch das Gewicht des Reiters gestört wird. Corte empfiehlt sie für das Erlernen des Rückwärtsrichtens. Wenn sich das Pferd gegen die Hilfen des Reiters sträubt, sollte der Reiter den Sattel abnehmen, die am Caveçon befestigten Zügel in jede Hand nehmen und das Pferd sanft antreiben, bis es versteht, was es tun soll. Sobald das Pferd einige Schritte rückwärts gemacht hat, steigt der Reiter wieder in den Sattel und fordert das Pferd auf, rückwärts zu gehen. Wenn es sich erneut wehrt, wiederholt er die Übung am Boden.
Bei anderen technischen Themen unterscheidet sich Corte in seinen Schriften nicht von seinen Vorgängern. Wie diese ist er der Ansicht, dass die Stimme ein sehr nützliches Hilfsmittel ist und dass man je nach Umständen den Tonfall variieren sollte, wobei er vorschlägt, dass man bei bestimmten Gelegenheiten, wie beim Galopp, mit dem Pferd flüstern sollte. Die Stimme darf aber nicht bei angebundenen Pferden oder in Anwesenheit von Zuschauern eingesetzt werden. Eine einzige Ausnahme ist zulässig, wenn die Stimme des Reiters den Rhythmus von Schulsprüngen vorgibt. Er stimmt der Ansicht zu, dass Hilfen jeglicher Art nicht sichtbar sein sollten, sodass die Pferde dem Reiter scheinbar nach einer geheimen Kunst gehorchen. Wie Fiaschi hält er nichts von Pesaden und Verbeugungen, die er für Kriegspferde für gefährlich hält. Er schätzt die Schulsprünge und rühmt sich damit, als Erster in Rom vor einem ausgewählten Publikum einen Galopp auf einer Volte ausgeführt zu haben. Gianbatista Pignatelli, der Knappe von Alessandro Farnese, war bei dem Ereignis anwesend. Im Gegensatz zu seinen Vorgängern sprach er kaum über Mundstücke und entschuldigte sich dafür, dass er seine Abhandlung nicht mit den üblichen Abbildungen von Gebissen angereichert hatte, da ihn mehrere seiner Freunde zur Veröffentlichung seines Werkes drängten. Er ist jedoch der Ansicht, dass man einen wahren Pferdemenschen an seiner Fähigkeit erkennt, das richtige Gebiss auswählen zu können.
Der Palio war bereits zu Lebzeiten von Claudio Corte ein sehr beliebter Wettkampf. Man hielt die aus Nordafrika stammenden Berberpferde für die besten Pferde für diese Rennen, aber auch Pferde aus Skythien, einer Steppenregion in Zentralasien, waren beliebt. Laut Corte waren die besten italienischen Pferde die Berber aus der Zucht von Mantua. Er war jedoch auch der Meinung, dass man auch rassenlose und weniger edle Pferde finden konnte, die sich sehr gut für diese Praxis eigneten. Sie hatten den Vorteil, dass sie im Allgemeinen sehr robust und perfekt an das italienische Klima gewöhnt waren und daher weniger Aufmerksamkeit benötigten als Pferde anderer Rassen, die zarter und weniger temperamentvoll waren.
Seiner Ansicht nach sollten alle Wettkampfpferde mit äußerster Sorgfalt behandelt werden. Sie müssten jeden Morgen gründlich geputzt und massiert werden, ihre Ernährung solle genauestens überwacht werden. Neben Stroh und Gerste sollten sie auch warmes und kaltes Mash erhalten, eine Mischung aus Kleie, Hafer und Leinsamen, die an Renntagen mit Eiern oder speziellen Kräutern aus der Apotheke angereichert wird. Er empfahl auch, Pferde zu kastrieren, um eine übermäßige Nervosität zu vermeiden.
Das Training sollte allmählich erfolgen, indem man die Distanzen nach und nach vergrößert, die volle Renndistanz erreicht sei, wobei man das Pferd außer bei kurzen Sprints nie bis zu seiner Höchstgeschwindigkeit gehen lassen solle. Unmittelbar nach dem Training müssten die Beine des Tieres mit einer Lauge und warmem Wein gereinigt werden, und es dürfe erst in den Stall zurückkehren, wenn es trocken und sauber sei. Am Tag vor dem Rennen sollten seine Sehnen mit Hirschtalg eingerieben werden und seine Beine mit einem Aufguss aus getrockneten Rosen, Rosmarin, Salbei, Zedernblättern und Kamille gereinigt werden. Am Morgen des Wettkampfs sei die Pflege zu intensivieren, und kurz bevor das Pferd vor die Startlinie geht, müssen seine Beine, sein Bauch, sein Penis und seine Hoden mit einem Öl von ausgezeichneter Qualität eingefettet werden. Laut Corte müssen die Jockeys für diese Rennen „klein, trocken, nervenstark, wendig, flink, mit einem guten Intellekt und einem guten Gedächtnis und voller Passion für diesen Beruf“ sein.
Claudio Corte ist der Meinung, dass man mit Pferden nordischer Rassen etwas nachsichtiger sein sollte, nicht weil sie faul sind, sondern weil sie schüchtern und stolz seien. Ihre Fehler hingen eher von der Inkompetenz ihrer Trainer ab als von einer mangelhaften Natur. Als Beispiel nennt er den Fall eines von ihm trainierten Pferdes, das von seinem Besitzer, einem römischen Adligen, ruiniert worden war, weil er ständig die Zäumung gewechselt und das Pferd auf verschiedene Arten misshandelt hatte. Er teilte die Bewunderung seiner Zeitgenossen für die spanischen Pferde, deren Schönheit er bewunderte und deren einziger Fehler ihre zerbrechlichen Hufe seien. Allerdings, und darin ist sein Denken neu, hält er die portugiesischen Pferde für noch besser und schätzt besonders die portugiesischen Reiter, die „einen großen Beruf daraus machen, sie schnell und geschickt zu haben“.

### 3. Buch: Cavallerizzo und Höfling
Das dritte Buch von Claudio Cortes Abhandlung soll die gesellschaftliche Stellung des „Cavallerizzo“ (Pferdemann, Ecuyer, Reiter) nach dem Vorbild des berühmten Werkes von Baldassare Castiglione verdeutlichen. Wie sein Vorbild, Das Buch des Höflings, ist auch dieser Teil des Traktats in Dialogform verfasst. Die Handlung, auf der dieser Dialog aufgebaut ist, ist ein freundschaftlicher Streit zwischen Fra Prospero Ricco, einem Mailänder Edelmann, der als ausgezeichneter Reiter beschrieben wird, und dem Autor. Aus diesem Dialog lassen sich die Eigenschaften ableiten, die Corte als notwendig erachtet, damit der Reiter die Perfektion erreicht, zu der jeder wohlgeborene Edelmann neigt. Seiner Meinung nach kann ein guter Knappe zwar Analphabet sein, aber er wird viel müder sein und weniger Autorität über sein Pferd haben. Gebildete Menschen kennen daher die tiefere Natur der Pferde besser. Der Knappe muss nicht nur im Reiten bewandert sein, sondern auch in anderen Disziplinen, die den Einsatz des Körpers erfordern, wie Tanzen, Ringen und Fechten. Er sollte außerdem von klein auf Latein und Griechisch lernen und über ein gewisses musikalisches Wissen verfügen, zumindest aber über gute Rhythmuskenntnisse. Corte sagt, dass er die Ansichten von Platon, Xenophon, Cicero und Castiglione übernimmt. Er gibt zu, dass dies das Bild des perfekten Knappen darstellt, den niemand je getroffen habe.
Auch wenn die Mehrheit derer, die diesen Beruf ausübten, keine Aristokraten waren, hielt er edle Abstammung für wichtig, da diese den Wunsch implizierte, die Kultur der Vorfahren fortzuführen. Diese Behauptung spiegelt die gesellschaftlichen Vorurteile und Konventionen des 16. Jahrhunderts wider, auch wenn er sich selbst widerspricht, da er zuvor darauf hingewiesen hat, dass die Kunst des Reitens in Verbindung mit einem anständigen und ehrenhaften Verhalten ein Instrument der Emanzipation ist, dessen Wirksamkeit durch das Beispiel vieler Stallburschen belegt werde, die zu Stallmeistern adliger Familien wurden. Er verheddert sich auch in der seltsamen Theorie, dass es nicht ausreicht, dass ein Cavallerizzo adlig ist, sondern dass er auch noch von seiner Mutter erzogen worden sein muss, denn nur so könne ein Kind das aristokratische Verhalten seiner Eltern annehmen!
Wie der Höfling müsse auch der Cavallerizzo schön sein, aber nicht so schön, dass er verweichlicht wirkt. In Anlehnung an Castigliones Ideen führt Schönheit zu der höchsten Eigenschaft eines jeden Aristokraten, der Anmut. Damit einhergehen müssen Umsicht und Geduld, mit denen sich Pferde besser als mit Gewalt unterwerfen lassen, die aber auch die wichtigsten Eigenschaften sind, um mit Menschen zu verhandeln, insbesondere mit den selten wohlwollenden, die an den Höfen verkehren. Ein Mann, der respektiert werden will, darf niemals seine Ehre aufs Spiel setzen. Er empfiehlt dem Stallmeister, verheiratet zu sein, denn „ein Mann, der weder Frau noch Kind im Haus hat, hat nur wenig Autorität über die wesentlichen Dinge“.
Schließlich müsse der Cavallerizzo die Kunst der Konversation kennen, ein guter Redner sein, aber Schmeicheleien vermeiden, die Konversation der edlen Herren suchen, aber jede Affektiertheit meiden. Er solle immer anwesend sein, wenn sein Prinz reitet, für alles verantwortlich sein, was die Ställe seines Herrn betrifft, und die Männer, die dort arbeiten, mit Güte und Liebe, aber gleichzeitig mit Festigkeit und gutem Urteilsvermögen befehligen können. Er müsse würdevoll, fleißig und ehrlich sein. Er solle in der Öffentlichkeit nie zu viel über seine Kunst sprechen und eine gewisse Ernsthaftigkeit und Zurückhaltung bewahren, die seine Autorität und sein Auftreten stärken. Diese Zurückhaltung unterscheide den echten Pferdemann von all jenen, die stets ungefragt Urteile und Vorschläge abgäben, ohne je einen Beweis für ihre Kompetenz zu erbringen.